# Pachycondyla obscuricornis
Pachycondyla obscuricormis es una especie de hormiga de la subfamilia Ponerinae, de unos 11mm de longitud, presente en zonas selváticas de varios países tropicales de Sudamérica. Se han encontrado especímenes hasta a 700 m de altitud.
Es una especie depredadora, que caza en solitario. En algunas zonas se especializa en la captura de huevos y larvas de determinados insectos, como Deois flavopicta (familia Aphrophoridae) en Brasil, por lo que se la considera como un control natural de plagas.
Algunos científicos defienden que existe confusión entre esta especie y Pachycondyla verenae (Forel 1922), afirmando que casi todos los estudios sobre P. obscuricornis se refieren en realidad a P. verenae, y que  P. obscuricornis es una especie muy rara.
Esta hormiga está íntimamente emparentada con Pachycondyla apicalis.

## Comportamiento
P. obscuricornis caza en solitario, alejándose hasta 10 m del nido en busca de presas. No muestran conductas territoriales con otras hormigas, pudiendo encontrarse nidos de la misma especie a tan sólo 1 metro de distancia.
Las colonias de P. obscuricornis mantienen una jerarquía social en permanentemente disputa, con varios ejemplares fértiles luchando por colocar sus huevos en la cámara de cría. Se ha observado que la mayor parte de los huevos son destruidos y devorados por hormigas de la misma colonia, aunque los ataques entre distintos individuos nunca resultan mortales.